# Аптекарев, Александр Иванович
Александр Иванович Аптекарев (род. 11 марта 1955 года, Ленинград) — советский и российский математик, специалист в области комплексного анализа и прикладной математики, академик РАН (2025; член-корреспондент с 2016), лауреат премии имени А. А. Маркова (2018).

## Биография

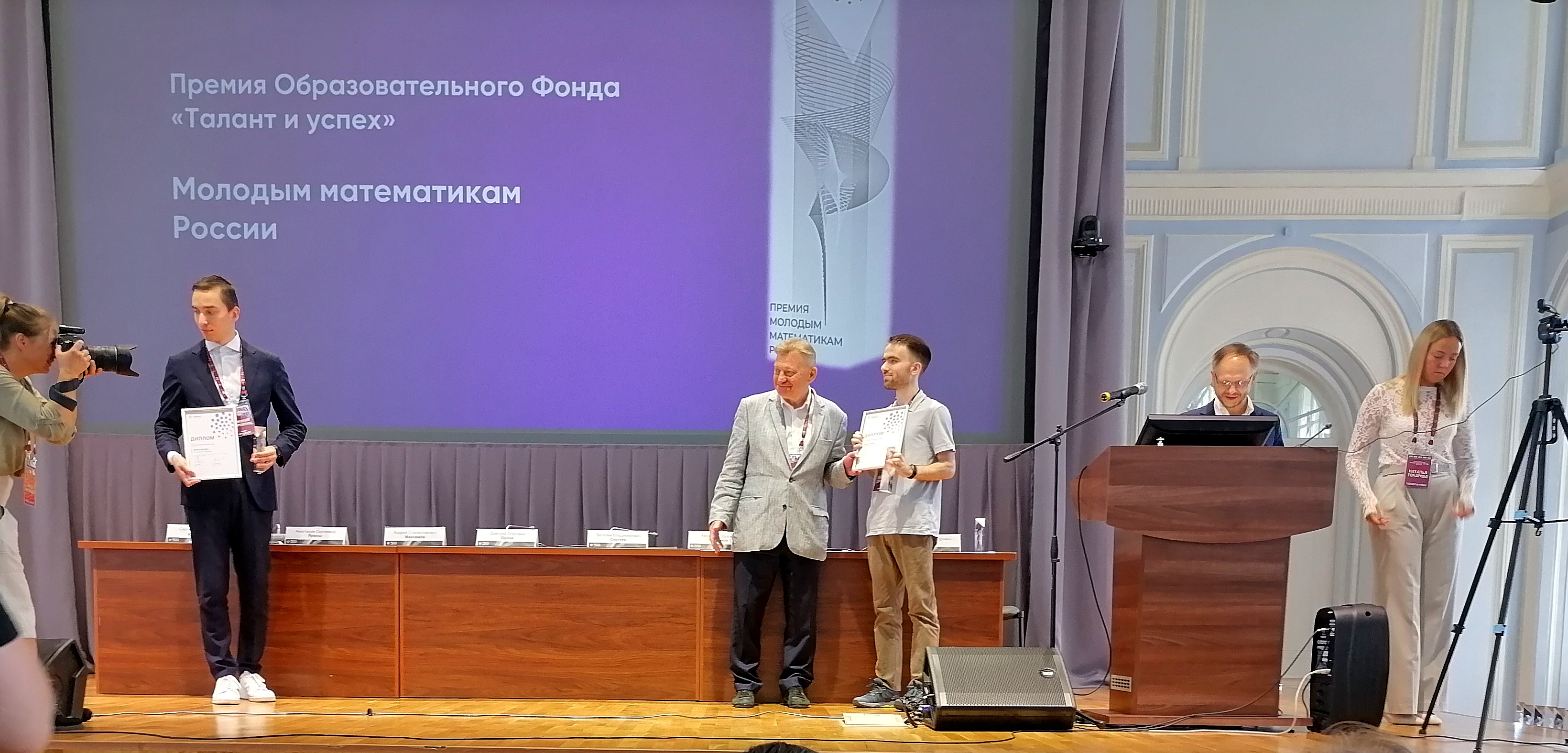
2024. Вручение премий молодым математика. В центре А. И. Аптекарев

Родился 11 марта 1955 года в Ленинграде в семье военнослужащего. Мама была врачом.
В 1971 году окончил интернат № 18 в Москве, а в 1977 году — физический факультет МГУ по кафедре математики.
В 1980 году защитил кандидатскую диссертацию, тема: «Сходимость аппроксимаций Паде и совместных аппроксимаций для некоторого класса целых функций» (научный руководитель — Е. М. Никишин).
В 1988 году защитил докторскую диссертацию, тема: «Асимптотика многочленов, определяемых системами соотношений ортогональности».
В октябре 2016 года избран членом-корреспондентом РАН.
С 1980 года и по настоящее время работает в Институте прикладной математики имени М. В. Келдыша РАН, с декабря 2016 года — директор института.

## Научная деятельность
Область научных интересов: комплексный анализ и рациональные аппроксимации, асимптотика ортогональных многочленов, спектральная теория дискретных несимметричных операторов и дискретные интегрируемые динамические системы, численные методы комплексного анализа — приближенные конформные отображения и решение квазилинейных эллиптических уравнений.
В последнее время ведёт работу по исследованию распределений собственных значений ансамблей случайных матриц, по приложениям рациональных аппроксимаций к исследованию арифметических свойств математических констант и других задач теории чисел, а также по реализации различных математических проектов на суперкомпьютерах.
С 1977 года — сотрудник кафедры теории функций и функционального анализа механико-математического факультета МГУ, где читает курсы «Спектральная теория и рациональные аппроксимации», «Случайные матрицы, спектральная теория и ортогональные многочлены».
Автор более 120 научных работ.
Заместитель главного редактора журнала «Lobachevsky journal of mathematics», член редколлегии журнала «Computational methods and function theory», директор кабинета-музея М. В. Келдыша при президиуме РАН.
Член редакционной коллегии Журнала вычислительной математики и математической физики.

## Награды
- Орден Дружбы (5 февраля 2024 года) — за большой вклад в развитие отечественной науки, многолетнюю плодотворную деятельность и в связи с 300-летием со дня основания Российской академии наук[5]
- Премия имени А. А. Маркова (2018) — за цикл работ «Асимптотики совместно ортогональных многочленов и их приложения к теории чисел и теории случайных матриц»